# Horno de arco eléctrico

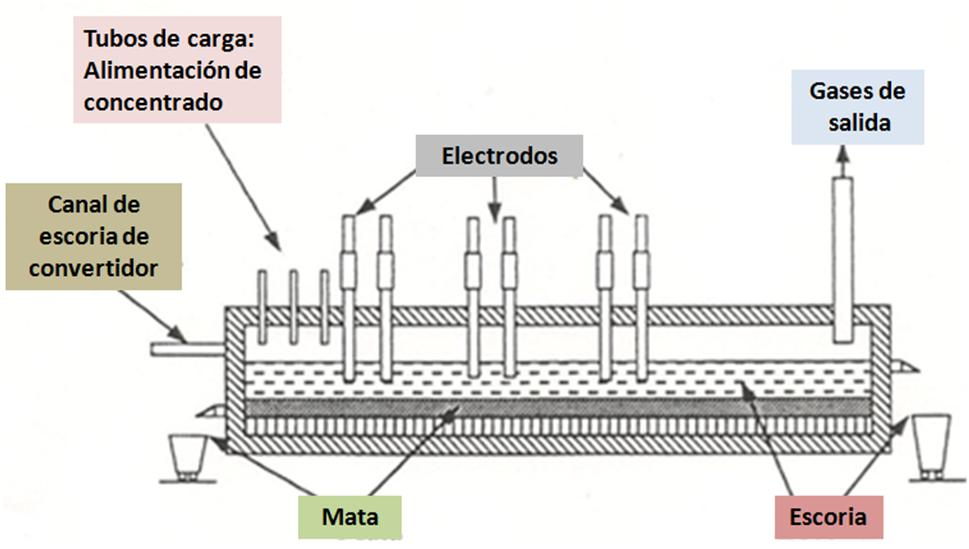
Esquema de un horno de fusión de arco eléctrico

Un horno de arco eléctrico (siglas en inglés: EAF ('Electric Arc Furnace')) es un horno que se calienta por medio de un arco eléctrico.
Los tamaños de un horno de arco eléctrico van desde la tonelada de capacidad (utilizado en fundiciones) hasta las 400 toneladas de capacidad utilizado en la industria metalúrgica. Además, existen hornos de laboratorio y usados por dentistas que tienen una capacidad de apenas doce gramos.
La temperatura en el interior de un horno de arco eléctrico puede alcanzar los 3800 grados Celsius.

## Historia

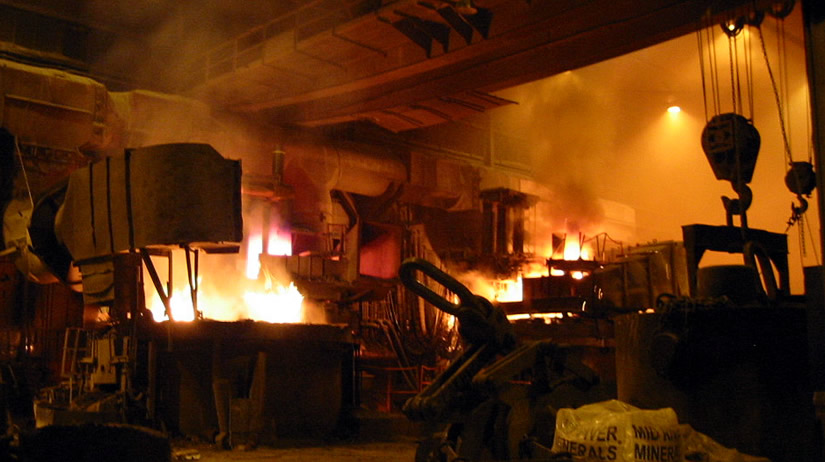
Taller de fundición con dos hornos de arco eléctrico.

El primer horno eléctrico de arco lo desarrolló el francés Paul Héroult, con una planta comercial establecida en EE. UU. en 1907. En principio, el acero obtenido por horno eléctrico era un producto especial para la fabricación de máquinas herramienta y de acero para resortes. También se utilizaron para preparar carburo de calcio para las lámparas de carburo.
En el siglo XIX, el horno de arco eléctrico se empezó a emplear en la fundición de hierro. Sir Humphry Davy llevó a cabo una demostración experimental del horno en 1810; el método de soldadura por arco eléctrico fue investigado por Pepys en 1815; Pinchon intentó crear un horno electrotérmico en 1853; y, en 1878 - 79,  Wilhelm Siemens patentó el horno de arco eléctrico. El horno eléctrico de Stessano era un horno de arco que rotaba para mezclar la colada.
Los hornos de arco eléctrico fueron utilizados en la Segunda Guerra Mundial para la producción de aleaciones de acero, fue después cuando la fabricación de acero por este método comenzó a expandirse. El bajo coste en relación con su capacidad de producción permitió establecerse nuevas acerías en Europa en la postguerra, y también permitió competir en bajo coste con los grandes fabricantes de Estados Unidos, tales como Bethlehem Steel y U.S. Steel, con productos de viguería, cables y laminados para el mercado estadounidense. Cuando Nucor, que ahora es uno de los mayores productores de acero de los Estados Unidos, decidió entrar en el mercado de aceros alargados en 1969, comenzaron con una acería pequeña, en cuyo interior se encontraba el horno de arco eléctrico. Pronto le siguieron otros fabricantes. Mientras Nucor crecía rápidamente a lo largo de la costa este de los Estados Unidos, las empresas que le seguían con operaciones mercantiles localizadas para aceros alargados y viguería, donde el uso del horno de arco eléctrico permitía flexibilidad en las plantas de producción, adaptándose a la demanda local. Este mismo patrón fue seguido en otros países, en donde el horno de arco eléctrico se utilizaba principalmente para producción de viguería.
En 1987, la compañía Nucor tomó la decisión de expandir su negocio en el mercado de productos laminados, utilizando para ello el horno de arco eléctrico. El hecho de que un horno de arco eléctrico use acero procedente de chatarra como materia prima tiene un impacto en la calidad de un producto laminado, debido al control de calidad limitado sobre las impurezas que contiene un acero procedente de chatarra.

## Construcción

Un esquema de la sección transversal de un horno de arco eléctrico. Tres electrodos, material fundido, desembocadura a la izquierda, bóveda extraíble de ladrillo refractario, paredes de ladrillo y un hogar con forma de tazón y de material refractario.

El horno de arco eléctrico para acería consiste en un recipiente refractario alargado, refrigerado por agua para tamaños grandes, cubierto con una bóveda también refractaria y que a través de la cual uno o más electrodos de grafito están alojados dentro del horno. El horno está compuesto principalmente de tres partes:
- El armazón, que consiste en las paredes refractarias y la cimentación.
- El hogar, que consiste en el lecho refractario que bordea la cimentación.
- La bóveda o cubierta, de aspecto esférico o de frustrum (de sección cónica), cubre el horno con material refractario. Puede estar refrigerada con agua. La bóveda está construida con materiales de alta resistencia giroscópica (generalmente hormigón refractario) para soportar grandes choques térmicos y en la que se encuentran los electrodos de grafito que producen el arco eléctrico.

El hogar puede tener una forma hemiesférica u ovoidal. En talleres de fundición modernos, el horno suele levantarse del suelo, así la cuba y los vertederos y las cucharas de colada pueden maniobrar sobre la base del horno. Separado de la estructura del horno está el sistema eléctrico y el soporte del electrodo, además de la plataforma basculante sobre la que descansa el horno.
Un horno típico de corriente alterna tiene tres electrodos. Los electrodos tienen una sección redonda y, por lo general, segmentos con acoplamientos roscados, de modo que a medida que se desgastan los electrodos, se pueden agregar nuevos segmentos. El arco se forma entre el material cargado y el electrodo. Así la carga se calienta tanto por la corriente que pasa a través de la carga como por la energía radiante generada por el arco. Los electrodos suben y bajan automáticamente mediante un sistema de posicionamiento, que puede emplear ya sean montacargas eléctricos o cilindros hidráulicos. 
El sistema de regulación mantiene aproximadamente constante la corriente y la potencia de entrada durante la fusión de la carga, a pesar de que la chatarra puede moverse debajo de los electrodos a medida que se derrite. Los brazos del mástil de sujeción de los electrodos llevan pesados embarrados, los cuales pueden ser huecos, con tuberías de cobre refrigeradas por agua, llevando corriente eléctrica a las sujeciones de los electrodos. Los modernos sistemas utilizan "brazos calientes", donde el brazo entero conduce la corriente, aumentando el rendimiento. Estos se pueden fabricar de acero revestido de cobre o de aluminio. Puesto que los electrodos se mueven de arriba abajo, de forma automática para la regulación del arco y se levantan para permitir  quitar la bóveda del horno, unos cables refrigerados por agua pesada conectan el haz de tubos y brazos con el transformador situado junto al horno. Para proteger el transformador del calor, éste se instala en una cámara acorazada.
El horno está construido sobre una plataforma basculante para que el acero líquido se vierta en otro recipiente para el transporte. La operación de inclinación del horno para verter el acero fundido se conoce como "tapping". Originalmente, todos los hornos de producción de acero tenían un caño para verter, que estaba revestido de refractario, por el que aliviaban cuando estaban inclinados, pero a menudo los hornos modernos tienen una desembocadura excéntrica en la parte inferior (EBT) para reducir la inclusión de nitrógeno y de escoria en el acero líquido. Estos hornos tienen una abertura que pasa verticalmente a través del hogar y el armazón, y se encuentra fuera del centro en la estrecha "nariz" del hogar ovalado. Las plantas modernas pueden tener dos armazones con un solo sistema de electrodos que se pueden transferir entre los dos armazones; un armazón precalienta la chatarra mientras que el otro armazón se utiliza para la fusión. Otros hornos basados en corriente continua tienen una disposición similar, pero tienen electrodos para cada armazón y un solo sistema electrónico.
Existen hornos de CA que por lo general exhiben un patrón de calor y puntos fríos alrededor del perímetro del hogar, con los puntos fríos situados entre los electrodos. Hay hornos modernos que montan quemadores de combustible de oxígeno en la pared lateral y los utilizan para proporcionar energía en esos puntos fríos, consiguiendo un calentamiento del acero más uniforme. La energía química adicional se proporciona mediante la inyección de oxígeno y carbono en el horno; históricamente esto se hacía a través de lanzallamas en la puerta de la escoria, ahora esto se hace principalmente a través de múltiples equipamientos de inyección empotrados en la pared.
Un moderno horno de fabricación de acero de tamaño mediano tiene un transformador de 60 MVA de potencia, con una tensión secundaria entre 400 y 900 voltios y una corriente secundaria de más de 44.000 amperios. 
En un taller moderno, un horno debería producir una cantidad de 80 toneladas métricas de acero líquido en aproximadamente 60 minutos de carga con chatarra fría para aprovechar el horno. En comparación, los hornos básicos de oxígeno pueden tener una capacidad de 150-300 toneladas por lote, y pueden producir un lote  entre 30 y 40 minutos. Existen enormes variaciones en los detalles del diseño y el funcionamiento del horno, dependiendo del producto final y las condiciones locales, así como de los últimos estudios para mejorar la eficiencia del horno. El mayor horno dedicado a chatarra (en términos de capacidad y de tamaño de transformador) se encuentra en Turquía, con una capacidad de 300 toneladas métricas y un transformador de 300 MVA.

## Requerimientos de energía eléctrica
Producir una tonelada de acero en un horno de arco eléctrico requiere aproximadamente de 400 kWh de electricidad por tonelada corta, o alrededor de 440 kWh por tonelada métrica. La cantidad mínima teórica de energía requerida para fundir una tonelada de chatarra de acero es de 300 kWh (punto de fusión 1520°C/2768°F). Por lo tanto, dicho horno de arco eléctrico de 300 toneladas y 300 MVA requeriría aproximadamente de 132 MWh de energía para fundir el acero, y un "tiempo de encendido" (el tiempo que el acero se funde con un arco) de aproximadamente 37 minutos. La fabricación de acero con arco eléctrico es sólo rentable donde hay electricidad abundante, con una red eléctrica bien desarrollada.